# Echinocereus waldeisii

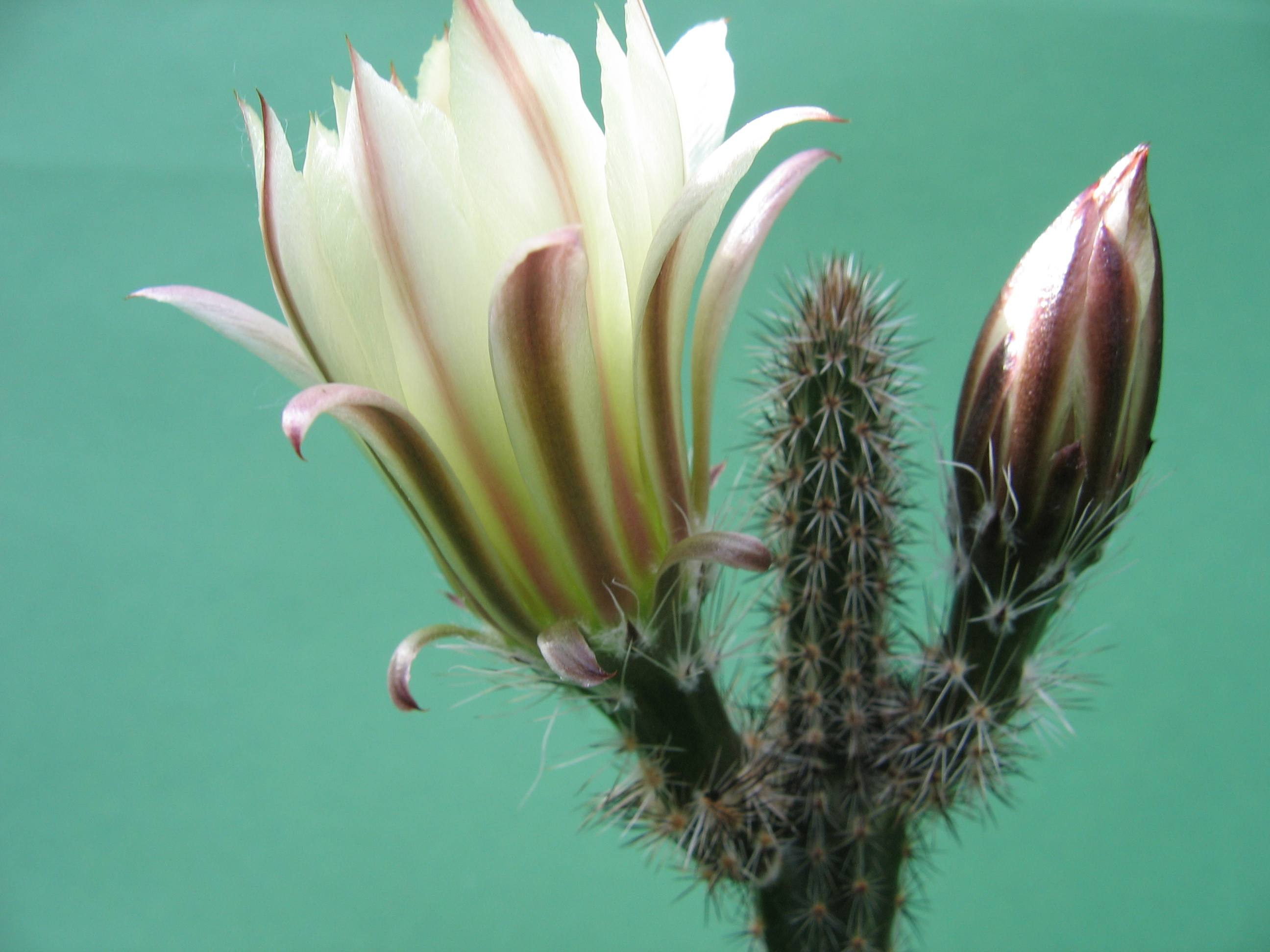
Trieb, subterminale Knospenbildung und Perianth

Echinocereus waldeisii ist eine Pflanzenart in der Gattung Echinocereus (Sektion Wilcoxia) aus der Familie der Kakteengewächse (Cactaceae). Das Artepitheton ehrt Dieter Waldeis, der die Art entdeckte.

## Beschreibung
Echinocereus waldeisii wächst mit einem Haupttrieb, der mehrere Seitentriebe bilden kann. Sie bildet bis zu acht karottenähnliche Wurzelstöcke aus. In der Regel wächst die Pflanze immer in Symbiose mit Creosotbüschen (Larrea tridenta) über Mykorrhiza, wo sich die dünnen Triebe auch anlehnen können.
Die grünen schlanken und zylindrischen Triebe weisen einen Durchmesser von 0,5 bis 1,5 cm auf und können bis über zwei Meter hoch werden. Es sind acht niedrige Rippen vorhanden, die leicht gehöckert sind. Die Dornenpolster setzen sich aus 20 bis 27 Randdornen und 6 bis 10 Mitteldornen zusammen, die eine Länge von 4–8 mm erreichen.
Die trichterförmigen Blüten zeigen eine helle, bis cremgelbe Blütenfarbe, mit braunen Mittelstreifen auf den äußeren Blütenblättern. Sie erscheinen in der Regel von den Triebspitzen her und sind bis zu 5 cm lang und bis zu 6 cm im Durchmesser.

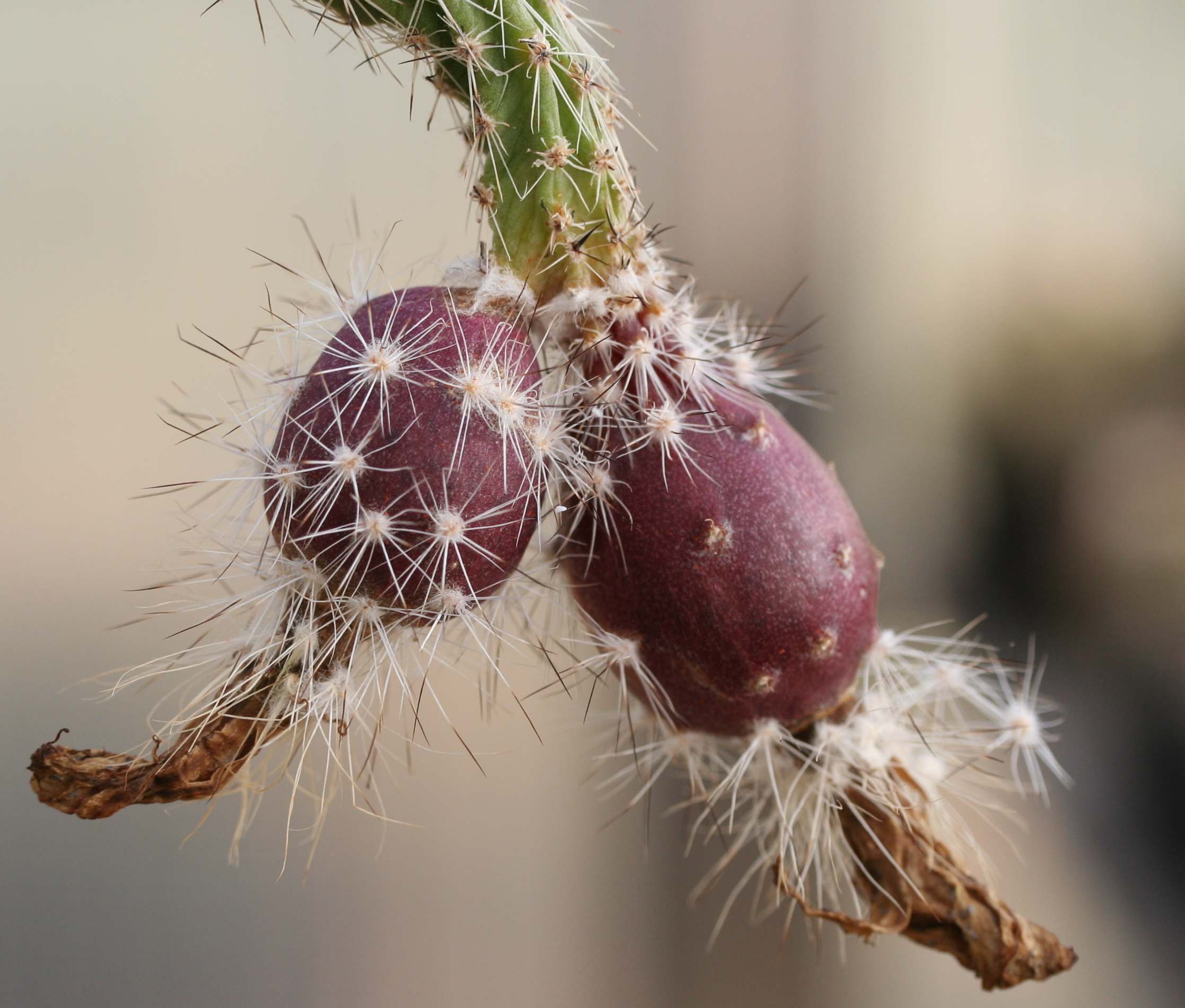
Ausgereifte Früchte

Die olivgrünen bis bräunlichen Früchte sind eiförmig und mit wenig Dornenpolster besetzt, die bei Reife abfallen. Die Früchte haben einen angenehm fruchtigen, süßen Geschmack und erreichen eine Größe bis 2,5 cm.

## Verbreitung, Systematik und Gefährdung
Echinocereus waldeisii ist eine steno-endemische Art der Mier y Noriega Region, dem Grenzgebiet der mexikanischen Bundesstaaten Nuevo León, Tamaulipas und San Luis Potosi. Sie gilt als gefährdet, da sie nur an wenigen, spezialisierten Standorten in ihrem Verbreitungsgebiet wächst.
Die Erstbeschreibung durch Erich Haugg wurde 1993 veröffentlicht. Synonyme sind Echinocereus tamaulipensis subsp. waldeisii (Haugg) Mich.Lange (1995) und Echinocereus tamaulipensis subsp. deherdtii Mich.Lange (1995).
Echinocereus waldeisii wurde in der Vergangenheit als Synonym von Echinocereus poselgeri angesehen. Die von Dieter Waldeis angeregte und von Monika Konnert (Bayerisches Amt für forstliche Saat- und Pflanzenzucht) 2002 durchgeführte Isoenzymanalyse der Arten der Sektion Echinocereus sect. Wilcoxia zeigte klare genetische Unterschiede zwischen den Arten der Sektion auf. 2014 veröffentlichte Untersuchungen zu den phylogenetischen Verwandtschaftsverhältnissen in der Gattung Echinocereus bestätigen die Anerkennung von Echinocereus waldeisii als eigenständige Art.